# Aloys Bataillard
Pour les articles homonymes, voir Bataillard.
Aloys Bataillard, né le 1er septembre 1906 à Romanel-sur-Morges et mort le 23 juin 1956 à Paris, est un écrivain, poète, critique littéraire, directeur littéraire vaudois.

## Biographie
Fils d'Alfred Bataillard et d'Eva Bally, Aloïs Jules dit Aloÿs Jean Bataillard se forme comme libraire. 
Établi à Paris dès les années 1930, alors qu'il vient de s'associer avec Bernard Steele, Denoël lui confie en décembre 1930 la gérance des Trois Magots, avenue de La Bourdonnais. Il y côtoie de nombreux auteurs renommés et gagne le surnom de « Vaudois de Paris ». 
De retour en Suisse en 1939, il collabore à l'aventure éditoriale de la Librairie de l'Université de Fribourg (LUF), mettant ses relations parisiennes au service de l'édition suisse. Il s'occupe aussi d'émissions littéraires à Radio Lausanne. Après-guerre, Aloÿs-Jean Bataillard retourne à Paris avec la LUF, dont la succursale parisienne prend le nom de "Librairie universelle de France" (1946-1956). 
Aloÿs-Jean Bataillard a écrit plusieurs ouvrages de poésie : Saisons (1931), Chemin (1932), Feuilles de température (1947) et Captures (1951). L’Académie française lui décerne le prix Artigue en 1954. Le 23 juin Aloÿs-Jean Bataillard décède à l'Hôpital Broussais, dans le XIVe arrondissement. La Gazette de Lausanne lui rend hommage le 26 juin, et le Figaro littéraire lui consacre une brève notice nécrologique, le 7 juillet.

## Sources
- « Aloys Bataillard », sur la base de données des personnalités vaudoises sur la plateforme « Patrinum » de la Bibliothèque cantonale et universitaire de Lausanne.
- Simon Roth, Weber-Perret, genèse de l'Alliance culturelle romande, Lausanne, p. 157
- Histoire de la littérature en Suisse romande, t. 3, 1998
- Michel Dousse et Claudio Fedrigo, Fribourg vu par les écrivains, 2001
- Florence Bays et Carine Corajoud, Edmond Gilliard et la vie culturelle romande, p. 95-96